# Langues gaéliques
Les langues gaéliques ou goïdéliques forment un rameau des langues celtiques insulaires, distinct du groupe des langues brittoniques. Elles comprennent : l’irlandais (autonyme : Gaeilge), le gaélique écossais (autonyme : Gàidhlig ; à ne pas confondre avec le scots, langue germanique), et le mannois ou manxois (autonyme : Gaelg ; langue de l'île de Man).
Le qualificatif gaélique désigne communément l’ensemble de ces langues. Leur forme la plus anciennement documentée est le vieil irlandais, qui était la langue des Gaëls, qu'on appelle parfois aussi les Scotii (terme latin qui donnera le mot anglais Scot et le mot français Écossais). Il convient d'ailleurs de ne pas confondre l'adjectif gaélique, qui se rapporte à leurs langues et l'adjectif gaël, qui se rapporte à leur culture.
Bien qu'elles ne parlent pas l'irlandais ou le gaélique écossais, beaucoup de personnes se considèrent tout de même comme des Gaëls dans un sens plus large, en raison de leur ascendance historique et de leur héritage.
On voit parfois mentionné le shelta comme une langue gaélique, ce qui est impropre : bien que cette langue soit proche du gaélique irlandais par son lexique, il s’agit, grammaticalement et syntaxiquement, d’une langue germanique (apparentée à l’anglais). On peut donc la classer comme une langue germanique, à fort apport lexical gaélique.

## Dénominations

### En français
On utilise les noms qui sont utilisés en anglais. « L’irlandais » est la langue de l’Irlande. C’est la traduction du terme irlandais officiel : « Irish » ou « Irish language » (voir la version anglaise de la Constitution de l’Irlande). C'est aussi le terme français prescrit par le Code de rédaction interinstitutionnel de l'Union européenne (voir la dénomination des langues officielles de l’Union européenne). De même dans l’île de Man, il n’y a pas d’autre langue mannoise ; il est donc évident que lorsqu’on se réfère au « mannois » ou au « manxois » (anglais : Manx), il s’agit du gaélique mannois. Le cas de l'Écosse, en revanche, est plus compliqué, car plusieurs langues peuvent se dire « écossaises » : le gaélique écossais bien sûr, mais aussi le scots et même, pour certains, l’anglais écossais qui possède suffisamment de variations lexicales, phonologiques et syntaxiques pour justifier son statut de dialecte de l’anglais. Par conséquent, on ne peut pas utiliser le substantif « écossais » pour désigner le gaélique écossais. Ce serait à la fois un problème de terminologie officielle et un abus de langage.

### En gaélique
Chacune des trois langues gaéliques se nomme elle-même « gaélique » : Gaeilge, Gàidhlig et Gaelg respectivement en irlandais, en écossais et en mannois. Quand elles parlent des autres, soit elles empruntent le nom de l’autre langue, soit elles utilisent un qualificatif. Par exemple, en gaélique écossais, on dit « Gaeilge » ou « Gàidhlig na h-Èireann » pour se référer à l’irlandais.

## Histoire et évolution

### Origines

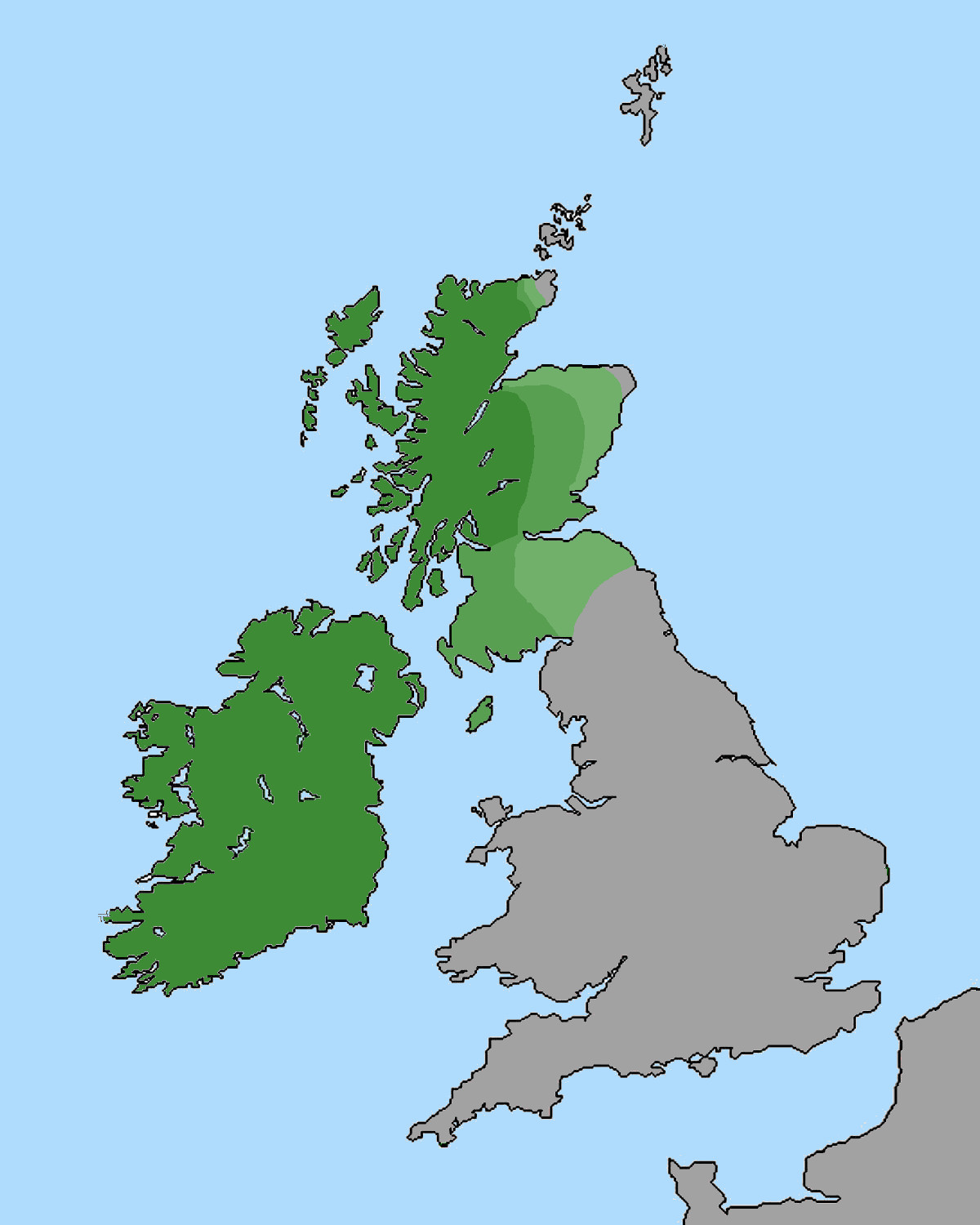
Expansion du gaélique au Moyen-Âge.

Les formes de gaélique attestées les plus anciennes sont des inscriptions sur des colonnes ou des pierres dressées, réalisées au moyen de l’écriture oghamique, aussi appelé ogham. Elle remontent au IVe siècle après J.-C. L'alphabet gaélique a survécu à l'écriture oghamique et, jusqu'au XVIIe siècle, il a servi de nomenclature pour les lettres irlandaises. Le nom original des lettres est encore en usage en gaélique écossais contemporain. Cette forme de gaélique serait proche du gaulois que l’on trouve dans les inscriptions gallo-grecques et gallo-latines, comme la pierre de Martialis. Les langues gaéliques se sont développées en Irlande, avant d’arriver sur la côte ouest de l’Écosse, où elles se seraient enracinées, à partir du VIe siècle, avec la fondation du royaume de Dal Riata. Ce royaume maritime a profité de ses atouts archipélagiques : le cabotage le long de côtes était un moyen sûr de voyager et de faire du commerce, à une époque où les voies de communications à travers les forêts et les montagnes des Highlands étaient peu nombreuses et souvent dangereuses. L’influence de ce royaume s’est donc peu à peu imposée, et avec lui, l’influence du gaélique et de la culture des Gaëls, notamment sur les Pictes. 
On trouve des traces de ce gaélique, appelé vieil irlandais, dans des gloses de manuscrits latins du VIe siècle au Xe siècle, mais aussi dans des copies plus récentes de textes en moyen irlandais, datant du Xe siècle au XIIe siècle. Par la suite, l’influence des Vikings, puis de leurs descendants les Gaëls norvégiens (appelés Gall Gàidheal en gaélique, c’est-à-dire littéralement « Gaëls étrangers ») a fait évoluer certains dialectes du gaélique. D’autres langues gaéliques sont nées, comme le mannois, ou manxois, et le gaélique du Galloway, éteint.
Le gaélique classique, ou irlandais classique, est le nom que l’on donne généralement à la langue gaélique rencontrée dans la littérature irlandaise et écossaise datant du XIIIe siècle au XVIIIe siècle. Désormais, la normalisation des gaéliques et l'harmonisation des dialectes a donné naissance à des variétés parfois considérées comme artificielles. C'est le cas de « l'étalon officiel » irlandais (caighdeán oifigiúil) et du « gaélique de la mer » écossais (Gàidhlig meadhan na mara).

### Situation actuelle
Le gaélique irlandais est principalement parlé dans le Gaeltacht sur la côte ouest de l’Irlande : il est la première langue nationale de ce pays où sa revalorisation fait l’objet d’un combat politique face à l’usage dominant de l’anglais (« une » deuxième langue nationale selon la Constitution). En 2011, presque 1,8 million d'habitants de la république déclaraient pouvoir parler irlandais, mais ils n'étaient que 100 000 à déclarer l'utiliser hors du système éducatif de façon hebdomadaire. La grande famine couplée à la colonisation britannique ont provoqué l'abandon de l'irlandais au XVIIIe siècle par les élites, puis par le peuple. Le dernier locuteur monoglotte serait mort dans la deuxième moitié du XXe siècle.
Dans certaines provinces reculées d’Écosse comme l’île de Skye, on trouve encore des bourgs où les habitants ne parlent que le gaélique écossais. En Écosse, des écoles où l’on dispense les cours exclusivement en gaélique ont été créées : l'enseignement par l’intermédiaire du gaélique (Foghlam tro Meadhan na Gàidhlig ou gaelic medium education en anglais) est essentiellement monolingue, contrairement aux conditions d’enseignement des écoles bilingues. Son existence est garantie par une loi sur le gaélique, l'Achd na Gàidhlig, adoptée par le Parlement écossais en 2005 (le système législatif écossais est indépendant et fondamentalement différent des systèmes gallois et anglais), qui vise à donner un statut officiel au gaélique. Contrairement à une idée répandue en Écosse, l’initiative de l'Achd na Gàidhlig est due aux Conservateurs. Elle remonte aux années 1980, soit plus de 15 ans avant la constitution du Parlement écossais.
Le gaélique, interdit après les rébellions jacobites du début du XVIIIe siècle, est parlé aujourd'hui[Quand ?] par 2 % des Écossais. Au Canada, seuls les Écossais des Highlands et les Gallois ont fondé des communautés où leur langue maternelle a pu survivre jusqu’à la fin du XXe siècle. On trouve des communautés gaéliques écossaises sur l’île du Cap-Breton et dans trois comtés de l’Est de la Nouvelle-Écosse (Guysborough, Pictou et Antigonish), à l’Île-du-Prince-Édouard, dans la vallée de Codroy dans le sud-ouest de Terre-Neuve, dans le comté de Compton au Québec, dans le Sud de l’Ontario (les comtés de Stormont, Dundas et Glengarry au sud-est d’Ottawa, et dans le comté du Middlesex à l’ouest de London), ainsi que de part et d’autre de la frontière entre le Manitoba et la Saskatchewan.
Au début du XXe siècle, Cregneash (ou Creneash en mannois) fut le centre de la communauté mannophone, jusqu’à la fin de l’ancienne génération de locuteurs. Aujourd’hui, les nouveaux locuteurs sont dispersés un peu partout en Île de Man, faisant 2,2 % de la population totale. Une maternelle gaélique s’appelant Bunscoill Gaelgagh (lit. : « Maternelle Gaélique ») a été créée, soutenue financièrement par l’organisation culturelle Mooinjer Veggey (lit. : « Les Petits Habitants » ou « le Petit Peuple »).

## Comparaison des langues celtiques

### Langues en /k/
La caractéristique qu'on cite habituellement pour distinguer les langues gaéliques des langues brittoniques est la mutation du phonème /k/ en /p/ des langues brittoniques. Cette distinction repose essentiellement sur le traitement du *kw hérité de l'indo-européen : en brittonique ce phonème devient /p/, tandis qu'en gaélique, cette mutation ne s'est pas produite. C'est pour cette raison qu'en anglais et en français, on distingue les langues dites « en-P » (langues brittoniques) des langues dites « en-Q » (langues gaéliques). Toutefois, cette appellation est fallacieuse car la lettre Q n'existe pas dans les langues gaéliques irlandaise et écossaise.
|          | langues gaéliques             | langues gaéliques | langues gaéliques | langues brittoniques     | langues brittoniques    | langues brittoniques  |
| français | irlandais                     | écossais          | mannois           | gallois                  | cornique                | breton                |
| tête/cap | ceann                         | ceann             | kione             | penn                     | penn                    | penn                  |
| quatre   | ceathar                       | ceithir           | kiare             | pedwar (m.), pedair (f.) | peswar (m.), peder (f.) | pevar (m.), peder (f) |
| cinq     | cúig                          | còig              | queig             | pump                     | pymp                    | pemp                  |
| qui      | cé                            | cò                | quoi              | pwy                      | piw                     | piv                   |
| quoi     | cad, cad é, goidé, 'dé, créad | guidé, dé         | cre, cred         | beth                     | pyth                    | pezh                  |

### Ordre des mots
Une étude de Russell S. Tomlin sur un échantillon de 402 langues a montré qu'on pouvait classer les langues en fonction de la place du sujet, du verbe et de l'objet dans la phrase. Comme l'arabe et 9 % des langues de l'échantillon, les langues gaéliques sont des langues VSO, c'est-à-dire des langues pour lesquelles l'ordre est verbe-sujet-objet. Les langues brittoniques, au contraire, suivent plus ou moins l'ordre SVO, tout comme le français et l'anglais.

## Comparaison des langues gaéliques

### Phonologie et orthographe
La phonologie et l’orthographe de l’irlandais et du gaélique écossais présentent moins de difficultés que celles des langues où l’étymologie joue un rôle important dans l’orthographe, comme l’anglais ou le français par exemple. Pour un francophone, elles peuvent sembler déroutantes, mais une fois que l’on a compris leur logique, il est assez facile de deviner la transcription des mots. En revanche, ce n’est pas le cas du mannois, dont l’orthographe est basée en partie sur les conventions orthographiques de l’anglais et du gallois. Du point de vue de la transcription, le mannois a donc très peu en commun avec ses deux sœurs gaéliques.
L’irlandais et le gaélique écossais présentent une orthographe similaire à celle de l’espagnol ou de l’allemand, dans le sens où elles s’écrivent plus ou moins comme elles se prononcent. Ces deux langues gaéliques partagent en particulier une règle d’accord orthographique simple : « les fines avec les fines et les fortes avec les fortes » (caol le caol agus leathan le leathan, en irlandais, ou caol ri caol is leathann ri leathann, en gaélique écossais). Cette règle d’or prescrit que les voyelles placées de chaque côté d’une consonne doivent être soit fines, soit fortes. Dans les deux langues, les voyelles fines sont e et i, et les fortes sont a, o et u. C’est cette règle qui explique pourquoi l’orthographe des panneaux irlandais, déroutante pour les touristes, contient tant de voyelles. Ainsi dans le mot fáilte (bienvenue), les voyelles de chaque côté de -lt- sont fines. De même, dans le mot Samhainn (novembre), les voyelles de chaque côté des consonnes -mh- sont fortes. Il est important de noter que cette règle n’est pas une convention orthographique arbitraire, mais le reflet de la prononciation de ces langues.

### Lénition
La lénition est une autre caractéristique commune des langues gaéliques. Il s’agit d’une mutation phonétique initiale de certains mots (noms, adjectifs, participes, etc.), notée par la lettre h. Elle peut être causée par diverses fonctions grammaticales, par exemple l’accord de genre du qualificatif ou la déclinaison du nom en fonction de sa place dans la phrase (nominatif, vocatif, génitif, datif). Mais avec le temps, l’hypercorrection de la lénition a donné naissance à des divergences entre les langues gaéliques. Ainsi feòrag en gaélique écossais (écureuil) est le même mot que l’irlandais iora. Mais la lénition du f- initial provoque son aspiration, et avec l’évolution de l’usage, elle a provoqué sa disparition complète en irlandais.

### Absence de verbe avoir
Les langues gaéliques ne possèdent pas de verbe pour exprimer la possession. À la place, on emploie une construction possessive « aliénable » qui fonctionne en combinant bi (l'un des équivalents du verbe être) et la préposition dative ag*. Cette construction est très courante et son sens est autant matériel (possession d'objets) que spirituel (possession de connaissances). Parmi les exemples récurrents, on cite souvent la notion de « parler une langue ». Dans les langues gaéliques, on ne dit pas « parler une langue » mais « avoir une langue », ou littéralement « qu'une langue est à soi » :
- Irlandais : An bhfuil Gaeilge agat ?
- Gaélique écossais : A bheil Gàidhlig agad ?
- Mannois : Vel Gaelg ayd ?
- Français : Y a-t-il du gaélique à toi ?

Les langues gaéliques possèdent plusieurs auxiliaires de temps et de mode mais aucun d’entre eux ne correspond au verbe français « avoir » ou au verbe anglais « to have ». Les temps composés se conjuguent essentiellement avec l’équivalent du verbe « être ».

### Prépositions
Les langues gaéliques utilisent des prépositions simples et des prépositions composées. Ces prépositions peuvent se combiner aux pronoms personnels pour créer des prépositions conjuguées, par exemple, aig (à) + mi (moi) = agam. On retrouve les mêmes prépositions dans les trois langues gaéliques, mais leur sens n'est pas exactement le même dans chaque langue.
Voici la liste des prépositions simples :
| Gaeilge                        | Gàidhlig             | Gaelg             |
| ag (agam)                      | aig (agam)           | ec (aym)          |
| ar (orm)                       | air (orm)            | er (orrym)        |
| i (ionam)                      | ann (annam)          | ayns (aynym)      |
| as (asam)                      | às (asam)            | ass (assym)       |
| de (díom)                      | de (dhìom)           | jeh (jeem)        |
| do (dom)                       | do (dhomh)           | da (dou)          |
| idir (idir mé)                 | eadar (eadar mi)     | eddyr             |
| foai (fúm)                     | fo (fodham)          | fo (foym)         |
| chuig (chugam)                 | gu/chun (thugam)     | hug (hym)         |
| le (liom)                      | le (leam)            | lesh (lhiam)      |
| um (umam)                      | mu (umam)            | -                 |
| ó (uaim)                       | o (uam)/bho (bhuam)  | veih/voish (voym) |
| frith- (utilisé comme préfixe) | ri (rium)            | rish (rhym)       |
| roimh (romham)                 | ro/roimh (romham)    | roish (roym)      |
| thar (tharam)                  | thar (tharam)        | caor (harrym)     |
| trí (tríom)                    | tro/troimh (tromham) | trooid            |

### Vous de politesse
Le gaélique écossais possède un vous de politesse, similaire à celui français. Ainsi, la question ciamar a tha sibh? (« comment allez-vous ? ») peut s'adresser à plusieurs personnes (vous, pluriel) ou à une seule personne (vous, marque de respect).
Ce vous de politesse est un héritage de l'irlandais classique (grosso modo, le gaélique utilisé en Irlande et en Écosse, du XIIIe au XVIIIe siècle) qui a disparu en irlandais moderne.

### Négation
L'irlandais continue d'utiliser la particule négative ní du vieil irlandais (le gaélique utilisé en Irlande et en Écosse du VIe au Xe siècle plus ou moins). En revanche, le gaélique écossais et le mannois utilisent la forme cha/chan, dérivée de la forme emphatique ní con du vieil irlandais. Cette évolution de l’expression de la négation est un processus que l’on observe dans d’autres langues et que le linguiste suédois Östen Dahl a décrit sous le nom de cycle de Jespersen dans une publication de 1979 intitulée Typology of Sentence Negation, en l’honneur du linguiste danois Otto Jespersen qui a été le premier à identifier ce phénomène, dans les années 1910. Cette évolution est comparable à l'usage de l'adverbe de négation pas en français, qui tend à remplacer ne, l'adverbe originel de la négation des langues latines.
Exemple :
- Irlandais : níl gaeilge agam (je n'ai pas de gaélique = je ne parle pas irlandais)
- Gaélique écossais : chan eil gàidhlig agam (je n'ai pas de gaélique = je ne parle pas gaélique écossais)
- Mannois : cha nel gaelg aym (je n'ai pas de gaélique = je ne parle pas mannois)

## Expressions et mots gaéliques notables
- Ciamar a tha thu ?  (Comment vas-tu ?) (écossais) ; Kys t’ou ? (Comment vas-tu ?) (mannois) Conas atá tú? / Conas taoi? (Comment vas-tu?) (irlandais de Munster) Cad é mar atá tú? (Comment vas-tu ?) (irlandais d’Ulster) Cén chaoi a bhfuil tú? (irlandais de Connacht)
- Sasannach  (un Anglais) (écossais) ; Sasanach (un Anglais) (irlandais) ; Sassynagh (un Anglais) (mannois) - en vieux et moyen gaélique Sacsanach (cf. Anglo-saxon…)
- Cat (écossais et irlandais), Kayt (un chat) (mannois)
- a leinbh/leanbh  (ô chéri(e) - pour les enfants) (irlandais)
- a chroí (irlandais), a chroidhe (écossais), y chree (mannois) (ô chéri(e) - pour adultes et enfants) (irlandais)
- rua (irlandais), ruadh  (écossais), ruy (mannois) (roux)
- dearg (irlandais et écossais), jiarg (mannois) (rouge)
- Iain  (écossais), Seán (irlandais), Juan (mannois) (Jean)
- Tá sé ag cur báistí (irlandais), Tha e a' cur bàidsich (écossais), T'eh ceau fliaghey (Il pleut. littéralement Il met (mannois : jette) de la pluie)
- mac  (fils d’où par exemple Mac Liam = fils de Liam)

### Exemples
| Français                                  | Irlandais                | Écossais        | Mannois               |
| ----------------------------------------- | ------------------------ | --------------- | --------------------- |
| Gaël (gentilé)                            | Gael/Gaedheal            | Gaidheal        | Gael                  |
| Gaélique                                  | Gaelach                  | Gaidhealach     | Gaelgagh ou gailckagh |
| Langue gaélique                           | Gaeilge/Gaolainn/Gaeilig | Gàidhlig        | Gaelg ou Ghailck      |
| Étranger/normand/lowlander/viking/gaulois | Gall                     | Gall            | Goal                  |
| Jour                                      | Lá                       | Latha, là       | Laa                   |
| Nuit                                      | Oíche                    | Oidhche         | Oie                   |
| Dans, dedans (directionnel)               | Isteach                  | A-steach        | Stiagh                |
| École                                     | Scoil                    | Sgoil           | Scoill                |
| Église                                    | Séipéal, eaglais, cill   | Eaglais, cill   | Keeill                |
| Enfant                                    | Páiste, leanbh           | Pàiste, leanbh  | Paitchey, lhianoo     |
| Sans                                      | Gan                      | Gun             | Gyn                   |
| Autorité                                  | údarás                   | Valreka         | Ard-ynseyder          |
| Bureau                                    | Oifig                    | Oifis/ oifig    | Oish                  |
| Ouvert                                    | Oscailte/foscailte       | Fosgailte       | Foshlit               |
| Ans                                       | Bliain                   | Bliadhna        | Blein                 |
| Radio                                     | Raidió                   | Radio/ rèidio   | Radio                 |
| Gouvernement                              | Rialtas                  | Riaghaltas      | Reiltys               |
| Parlement                                 | Parlaimint, dáil         | Pàrlamaid, dáil | Ard-whaiyl            |
| Île                                       | Oileán, inis             | Eilean, inis    | Ellan, inish          |